# كولن برايس
كولن برايس (24 أكتوبر 1943 في المملكة المتحدة - ) (بالإنجليزية: Colin Price)‏ هو لاعب كريكت بريطاني. لعب مع نادي مقاطعة ستافوردشاير للكريكت ‏.

## وصلات خارجية
- كولن برايس على موقع إي آس بي آن كريك إنفو (الإنجليزية)